# Романович Василь
Романо́вич Васи́ль — київський маляр XVIII століття. 

## З життєпису
У 1737-1739 роках разом з Федором Федоровичем Камінським розписував Різдво-Предтеченську (Борисоглібську) церкву на Подолі. Росписи були виконані в стилі бароко.